# Miséria e Grandeza do Amor de Benedita
Miséria e grandeza do amor de Benedita é um romance do escritor brasileiro João Ubaldo Ribeiro.
Editado em 2000, foi o primeiro e-book lançado no país e permaneceu durante cinco meses disponível apenas em formato eletrônico, atualmente já se encontra também como livro. Miséria e grandeza do amor de Benedita narra a história de Deoquinha Jegue Ruço, a versão nordestina de um Don Juan, casado com Benedita.
A morte de Deoquinha dá partida à narrativa que reconstrói a trajetória desse conquistador, pai de vários filhos bastardos. Mas é a figura de Benedita que motiva toda a trama. O livro é marcado pelo extremo cuidado de Ubaldo em construir seus personagens.